# نبرد سابیس
نبرد سابیس (انگلیسی: Battle of the Sabis)، نبردی است بین جمهوری روم به فرماندهی ژولیوس سزار و قیبله نروآی به رهبری بودوگناتوس که در سال ۵۷ قبل از میلاد در منطقه سالزور رخ داد که ابتدا نروآی‌ها توانستند با غافلگیری رومیان را در آستانه شکست قرار دهند ولی سرانجام این رومیان بودند که توانستند نروآی‌ها را به سختی شکست دهند و فاتح نبرد باشند.